# Bethel (Connecticut)
Pour les articles homonymes, voir Bethel.
Bethel est une ville située dans le comté de Fairfield, dans l'État du Connecticut aux États-Unis. Lors du recensement de 2010, Bethel avait une population totale de 18 584 habitants.

## Géographie
Selon le Bureau du Recensement des États-Unis, la superficie de la ville est de 16,93 milles carrés (43,85 km2), dont 16,89 milles carrés (43,74 km2) de terres et 0,04 milles carrés (0,1 km2) de plans d'eau, soit 0,24 %.

## Histoire
La paroisse de Bethel est fondée en 1759 ; Béthel signifie « maison de Dieu » en hébreu. Elle devient une municipalité en 1855.

## Démographie
D'après le recensement de 2000, il y avait 18 067 habitants, 6 505 ménages, et 4 846 familles dans la ville. La densité de population était de 415,5 hab/km2. Il y avait 6 653 maisons avec une densité de 153,0 maisons/km2. La décomposition ethnique de la population était : 92,39 % blancs ; 1,26 % noirs ; 0,15 % amérindiens ; 3,55 % asiatiques ; 0,04 % natifs des îles du Pacifique ; 1,09 % des autres races ; 1,52 % de deux ou plus races. 3,70 % de la population était hispanique ou Latino de n'importe quelle race.
Il y avait 6 505 ménages, dont 38,6 % avaient des enfants de moins de 18 ans, 62,4 % étaient des couples mariés, 9,0 % avaient une femme qui était parent isolé, et 25,5 % étaient des ménages non-familiaux. 20,6 % des ménages étaient constitués de personnes seules et 7,7 % de personnes seules de 65 ans ou plus. Le ménage moyen comportait 2,76 personnes et la famille moyenne avait 3,23 personnes.
Dans la ville la pyramide des âges était 27,3 % en dessous de 18 ans, 6,0 % de 18 à 24, 31,9 % de 25 à 44, 24,6 % de 45 à 64, et 10,2 % qui avaient 65 ans ou plus. L'âge médian était 37 ans. Pour 100 femmes, il y avait 95,2 hommes. Pour 100 femmes de 18 ans ou plus, il y avait 92,1 hommes.
Le revenu médian par ménage de la ville était 68 891 dollars US, et le revenu médian par famille était 78 358 $. Les hommes avaient un revenu médian de 51 816 $ contre 36 544 $ pour les femmes. Le revenu par habitant de la ville était 28 927 $. 2,5 % des habitants et 1,2 % des familles vivaient sous le seuil de pauvreté. 1,3 % des personnes de moins de 18 ans et 5,5 % des personnes de plus de 65 ans vivaient sous le seuil de pauvreté.
| 1860  | 1870  | 1880  | 1890  | 1900  | 1910  |
| ----- | ----- | ----- | ----- | ----- | ----- |
| 1 711 | 2 311 | 2 727 | 3 401 | 3 327 | 3 792 |

| 1920  | 1930  | 1940  | 1950  | 1960  | 1970   |
| ----- | ----- | ----- | ----- | ----- | ------ |
| 3 201 | 3 886 | 4 105 | 5 104 | 8 200 | 10 945 |

| 1980   | 1990   | 2000   | 2010   | - | - |
| ------ | ------ | ------ | ------ | - | - |
| 16 004 | 17 541 | 18 067 | 18 584 | - | - |

## Personnalités liées à Bethel
- Phineas Taylor Barnum, célèbre entrepreneur de spectacles, y est né en 1810.